# Alves & Companhia
Alves & Companhia é um livro de Eça de Queirós, publicado após sua morte.
É um pequeno romance que graceja sobre a velha máxima do País que se diz "de brandos costumes", demonstrando que por vezes o ridículo a curto prazo pode ser vantajoso a longo prazo. Eça de Queirós transforma uma situação intolerável (o adultério) numa questão passageira e oportuna. Este conto é uma terrível sátira à passividade, como também o é, à impulsividade, envolvido numa mescla de contradições como só Eça de Queirós poderia imaginar.
Nada é certo ou errado, apenas nós poderemos escolher o caminho que a nossa existência terá, rejeitando qualificações (i)morais impostas pela sociedade.

## Sinopse
“Nessa manhã, Godofredo da Conceição Alves, encalmado, soprando de Ter vindo do Terreiro do
Paço quase a correr, abria o batente de baetão verde, do seu escritório num entressolo da rua dos Douradores, quando o relógio de parede pôr cima da carteira do guarda-livros batia duas horas, naquele tom, cavo, a que os tetos baixos do entressolo davam uma sonoridade dolente, e cava. Godofredo parou, verificou o seu próprio relógio preso pôr uma corrente de cabelo sobre o colete branco, e não conteve um gesto de irritação vendo a sua manhã assim perdida, pelas repartições do Ministério da Marinha: e era sempre assim quando o seu negócio de comissões para o Ultramar o levava lá: apesar de Ter um primo de sua mulher, diretor-geral, de escorregar de vez em quando uma placa na mão dos contínuos, de ter descontado a dois segundos oficiais letras de favor, eram sempre as mesmas dormentes esperas pelo ministro, um folhear eterno de papelada, hesitações, demoras, todo um trabalho irregular, rangente e desconjuntado de velha máquina meio desparafusada. (...)”

— Alves & Companhia (1925)
O romance passa-se em Lisboa e narra a história de Godofredo Alves, um empresário de trinta e cinco anos, calvo e de personalidade pacata, que vive enamorado pela sua graciosa esposa, Ludovina (Lulu). 

No dia de aniversário de casamento resolve elaborar uma surpresa para festejar tal acontecimento, compra uma bela pulseira de ouro e encomenda um jantar condigno, apenas para chegar a casa e presenciar a sua esposa Ludovina nos braços de Machado, seu sócio e melhor amigo.
Perante aquela situação expulsa Ludovina de casa e durante uma tarde inteira conjectura planos de vingança e restituição da honra.
Decide-se por um plano absurdo de duelo, com a particularidade de um deles se suicidar "tirando à sorte", ora este plano nem é aceite por Machado, nem pelas testemunhas que Godofredo estipula para o duelo, que logo ridicularizam tal consideração.
As testemunhas tentam minimizar o problema, assegurando tratar-se de um namoro platônico (apesar das provas em contrário) e persuadem-no a esquecer.
Assim fica acordado que após um afastamento de Machado para casa de umas tias e Ludovina a banhos com o pai e irmã na província - para calar as más línguas - regressarão ao "normal" após alguns meses. 
Entretanto, a vida de solteiro para Godofredo é miseravelmente solitária e sofrível, realçando os bons momentos que tivera com a sua esposa e relegando os maus.
Volvido esse período, Machado volta à empresa acentuando o desconforto da situação e Ludovina regressa para residir em casa do pai. 
Já farto do seu cotidiano sem sentido, Godofredo resolve reatar o casamento com a esposa e após a má experiência das suas vidas enquanto solteiros, têm agora um matrimônio fortalecido.
Passadas algumas semanas a amizade entre Machado e Godofredo é reatada. Após a morte da mãe de Machado - Godofredo e Ludovina auxiliam-no perante a sua dor e desespero, esquecendo na totalidade aquele pequeno "percalço" adultero.
Os anos vão passando e Machado, agora casado, convive com o seu amigo e esposa criando uma forte união fraternal de que muito se orgulham e valorizam.